# Volgré
Volgré là một xã của Pháp. Xã này tọa lạc ở tỉnh Yonne trong vùng Bourgogne-Franche-Comté của Pháp.

## Thông tin nhân khẩu
| 1962                                                 | 1968 | 1975 | 1982 | 1990 | 1999 |
| ---------------------------------------------------- | ---- | ---- | ---- | ---- | ---- |
| 224                                                  | 222  | 212  | 238  | 260  | 315  |
| Số liệu lấy từ năm 1962: Dân số không tính hai trùng |      |      |      |      |      |